# El Almendro (Nicaragua)
El Almendro est une municipalité nicaraguayenne du département du Río San Juan au Nicaragua.